# أثر جائحة فيروس كورونا على الأسواق المالية
الاضطراب الاقتصادي المرتبط بجائحة فيروس كورونا 2019-2020 له آثار واسعة النطاق وشديدة في الأسواق المالية، تتضمن أسواق الأسهم والسندات والبضائع (متضمنةً النفط الخام والذهب). تضمنت الأحداث الرئيسية حرب أسعار النفط الروسية-السعودية بعد وصفها بالفشل في التوصل إلى اتفاقية أوبك التي أسفرت عن انهيار أسعار النفط الخام وانهيار سوق الأسهم في مارس 2020. الآثار في الأسواق هي من الآثار العديدة الاجتماعية والاقتصادية للوباء.

## المخاطر المالية والمخاطر الخاصة بالدولة
بينما يضع فيروس كورونا الولايات المتحدة وأوروبا في حالة فعلية من العزلة والإغلاق التام يسارع خبراء التقييم الإئتماني وخبراء مخاطر الدولة إلى إعادة ترتيب أصولهم في ضوء التحديات الاقتصادية الجغرافية غير المسبوقة الناجمة عن هذه الكارثة. كما يشير إليها ام. نيكولاس فيرزلي، مدير الصندوق المشترك للمعاشات التقاعدية وعضو في المجلس الاستشاري في مرفق البنك الدولي للبنية التحتة على أنها «أعظم كارثة مالية» ويقول أن من شأن هذه الكارثة أن تُظهر للسطح الكثير من أوجة الخلل المالية والجيوسياسية الكامنة في الماضي.
إلى حد هذه الساعة فإن الدول الأوروبية الوحيدة التي اضطرت لحظر البيع القصير المدى هي إيطاليا وإسبانيا وفرنسا. حيث تشكل هذه الدول الثلاث أكبر قوى اقتصادية من بين أربع قوى اقتصادية في الاتحاد الأوروبي المتهالك.
يعتقد م. نيكولاس أن الضعف المالي لمدريد وميلان وباريس يرجع إلى سياسة غض الطرف التي طالما اتبعتها الانظمة والدول عن الواقع الاقتصادي-الجغرافي الذي من شأنه أن يحتل الصدراة في الأيام القادمة. وطبقا لمعايير منظمة التعاون الاقتصادي والتنمية فإن كلا من إيطاليا وإسبانيا وفرنسا لديهم أصول تقاعدية ضعيفة القواعد حيت تقدر ثروة تقاعدهم مجتمعة بأقل من مخصصات دول مثل المملكة المتحدة أو أستراليا ب 15 مرة. في مثل هذه الأوقات من الأزمات الحادة فأن تلك الدول تعاني من نقص شديد في المشترين المحليين الذين تتوفر لديهم السيولة النقدية كملجأ أخير من السندات والأسهم المتداولة في أسواقهم المالية وسيعاني اقتصادهم القومي كنتيجة لذلك وقد يصل هذا التهديد إلى سيادتهم السياسة نفسها.
وكتعليق على المستويين العالمي والمحلي يقول هل موت ايلا، رئيس سلطة السوق المالي النمساوي، أنه لاتوجد معلومات أولية موثوقة لقياس الآثار المستمرة لمرض كوفيد-19 على الاقتصاد والبيئة حيت أن هذا النوع من الكوارث غير متوقع وغير مسبوق. فالشركات التي كانت أصلا ضعيفة ماليا قبل الكارثة أصبحت الآن أكثر عجزا. كل ماهو معلوم هو أن وقع هذه الكارثة سيكون بالغا على حد قول ايلا.h
استجابة الشركات للخطر الصحي
عملا بالأنظمة فإن البنوك الأمريكية الكبيرة يقومون بمراجعة خطط الطوارئ للتأكد من قدرتهم على مواصلة عملهم إذا ماساءت الظروف. تتضمن خطط الطوارئ هذه جعل الموظفين يعملون من بيوتهم وتحويل الطاقم لدعم المكاتب وإرسال بعضهم لمكاتب في مدن أخرى. وقد ألغى غولدمان ساكس جميع الرحلات السفرية غير الضرورية ووضع قيودا معينة للرحلات المتجه للصين وشمال كوريا وإيطاليا وإيران. أما أمازون التي أكدت أن موظفا فيها يعمل في منظقة سياتل أكد إصابته لفيروس كوفيد-19 حظرت رحلات الموظفين الغير أساسية.
ونجد أن كبرى شركات التكنولجيا قامت هي الأخرى ببعض التغييرات. فتوتير علقت جميع رحلات العمل غير الضرورية والأنشطة. وألغى موقع الفيسبوك مؤتمره اف8 للمطورين. وبعض الشركات مثل شركة مايكروسوفت وشركة غيت هاب وسكويرانك شجعت موظفيها على العمل من المنزل.
وبعض الشركات الكبرى الأخرى قللت من أنشطتها الوظيفية أو عدلت بعض ممارساتها المتصلة بالعمل حيث أغلقت نايك مقرها في اوريغون ومقرها الآخر في الأتحاد الأوروبي وتحديدا في امستردام انطلاقا من حرصها الشديد.

## سوق الأسهم
في 24 فبراير 2020، انخفض مؤشر داو جونز الصناعي ومؤشر فوتسي 100 أكثر من 3٪ مع انتشار تفشي فيروس كورونا كثيرًا خارج الصين خلال عطلة نهاية الأسبوع. هذا بعد تراجع المؤشرات القياسية بشدة في قارة أوروبا بعد الانخفاض الحاد في آسيا. وانخفض كل من DAX وCAC 40 و IBEX 35بنحو 4٪، وانخفض مؤشر FTSE MIB  أكثر من 5٪. حدث انخفاض كبير في سعر النفط وزيادة كبيرة في سعر الذهب إلى أعلى مستوى في 7 سنوات. في 27 فبراير، بسبب المخاوف المتزايدة من تفشي فيروس كورونا، سجلت العديد من مؤشرات سوق الأسهم الأمريكية متضمنةً NASDAQ، ومؤشر إس و بي 500، ومؤشر داو جونز الصناعي انخفاضات حادة، مع انخفاض مؤشر داو 1119 نقطة، أكبر انخفاض ليوم واحد منذ الأزمة المالية عام 2008. في 28 فبراير 2020، سجلت أسواق الأوراق المالية في جميع أنحاء العالم أكبر انخفاضات في أسبوع واحد منذ الأزمة المالية عام 2008.
بعد الأسبوع الثاني من الاضطراب، في 6 مارس، أغلقت أسواق الأسهم في جميع أنحاء العالم منخفضة (رغم إغلاق مؤشر داو جونز الصناعي، وناسداك المركب، وستاندرد أند بورز 500 في الأسبوع)، في حين انخفضت العوائد على سندات الخزانة الأمريكية مدة 10 سنوات و30 عامًا إلى مستويات قياسية جديدة تحت 0.7٪ و1.26٪ على التوالي. وقع الرئيس الأمريكي دونالد ترامب قرارًا بالإجراءات الطارئة وتدابير مكافحة الوباء، وتتضمن 8.3 مليار دولار من الإنفاق الحكومي. بعد أن فشلت أوبك وروسيا في الاتفاق على تخفيض إنتاج النفط في 5 مارس، وأعلنت السعودية وروسيا زيادة إنتاج النفط في 7 مارس، انخفضت أسعار النفط بنسبة 25%.

### أسبوع 9 مارس 2020
في 9 مارس انخفض مؤشر ستاندارد أند بوروز 500 بنسبة 7%، ما أدى إلى انقطاع الدائرة للمرة الأولى منذ الأزمة المالية 2007-2008 ووقف التداول مدة 15 دقيقة. في نهاية التداول، شهدت أسواق الأسهم في جميع أنحاء العالم انخفاضات هائلة، إذ انخفض مؤشر STOXX Europe 600 إلى أكثر من 20٪ أقل من ذروته في وقت سابق من العام، مع تجاوز مؤشر داو جونز الصناعي المتوسط السابق، سجل انخفاض اليوم في 27 فبراير 2.014 نقطة (أو 7.8٪). بلغ العائد على سندات الخزانة الأمريكية مدة 10 سنوات و30 عامًا مستويات قياسية جديدة، مع انخفاض الأوراق المالية مدة 30 عامًا إلى أقل من 1٪ للمرة الأولى في التاريخ.
في 12 مارس، أغلقت أسواق الأوراق المالية في منطقة آسيا والمحيط الهادي منخفضة (مع تراجع مؤشر نيكاي 225 في بورصة طوكيو أيضًا إلى أكثر من 20٪ وهو الانخفاض الأشد في 52 أسبوعًا)، أغلقت أسواق الأسهم الأوروبية منخفضة بنسبة 11٪ (أسوأ انخفاض ليوم واحد في التاريخ)، في حين أغلق مؤشر داو جونز الصناعي منخفضًا بنسبة 10٪ إضافية (متفوقًا على الرقم القياسي المسجل ليوم واحد في 9 مارس)، وانخفض مؤشر ناسداك 9.4٪، وانخفض مؤشر ستاندارد أند بوروز 500 9.5% (مع انخفاض إلى أكثر من 20٪ أدنى من ذروتهما)، وأدى الانخفاض إلى تنشيط قيود التداول في بورصة نيويورك للمرة الثانية ذلك الأسبوع. انخفضت أسعار النفط بنسبة 8٪، في حين ارتفعت عائدات سندات الخزانة الأمريكية مدة 10 سنوات و30 سنة إلى 0.86٪ و1.45٪ (وانتهى منحنى العائد طبيعيًا). في 15 مارس، خفض بنك الاحتياطي الفيدرالي سعر الفائدة القياسي بنسبة مئوية كاملة، إلى نطاق مستهدف 0 - 0.25٪. وانخفضت العقود الآجلة على ستاندرد أند بورز 500 والنفط الخام بسبب استمرار المخاوف في السوق.

## أسعار النفط
إن انحسار الطلب لأغراض السفر وقلة نشاط المصانع بسبب انتشار الوباء أثر بشكل هائل على طلب النفط مما أدى إلى انخفاض أسعاره. ففي منتصف فبراير تنبأت منظمة الطاقة الدولية أن نمو الطلب على النفط سيكون في أدنى مستوياته منذ عام 2011. وتراجع الطلب الصيني أدى إلى اجتماع لمنظمة البلدان المصدرة للنفط لمناقشة خفض إنتاج النفط لموازنة الخسائر المتكبدة في الطلب.
أثر انخفاض الطلب على السفر ونقص نشاط المصانع بسبب تفشي المرض كثيرًا في الطلب على النفط، ما سبب انخفاض سعره. في منتصف فبراير، توقعت وكالة الطاقة الدولية أن نمو الطلب على النفط عام 2020 سيكون الأقل منذ 2011. أدى تراجع الطلب الصيني إلى اجتماع منظمة البلدان المصدرة للبترول (أوبك) لمناقشة خفض محتمل في الإنتاج لموازنة خسارة الطلب. عقد الكارتل في البداية اتفاقية مبدئية لخفض إنتاج النفط بمقدار 1.5 مليون برميل يوميًا بعد اجتماع فيينا 5 مارس 2020، ما سيجعل مستويات الإنتاج أدنى مستوى لها منذ حرب العراق. في غضون ذلك، توقعت شركة التحليلات IHS Markit انخفاض الطلب العالمي على النفط الخام بمقدار 3.8 مليون برميل في اليوم في الربع الأول من 2020، ويرجع ذلك إلى حد بعيد إلى توقف النشاط الاقتصادي الصيني بسبب الفيروس. وتوقعت أول انخفاض سنوي في الطلب على الخام منذ الأزمة المالية 2007-2008.
ومع ذلك، رفضت روسيا التعاون مع تخفيضات أوبك، منهية فعليًا الاتفاقية التي حافظت عليها مع أوبك منذ 2016. رفضت روسيا لأنها تعتقد أن نمو استخراج النفط الصخري في الولايات المتحدة، التي لم تكن طرفًا في أي اتفاق مع أوبك، سوف تتطلب تخفيضات مستمرة للمستقبل المنظور. وستلحق الأسعار المخفضة الضرر بصناعة الصخر الزيتي الأمريكية بفرض أسعار أقل من تكاليف التشغيل للعديد من منتجي الصخر الزيتي، ومن ثم الانتقام للأضرار التي لحقت بالتمويل الروسي وأوبك. وأدى انهيار المحادثات إلى فشل تمديد خفض الإنتاج بمقدار 2.1 مليون برميل يوميًا كان من المقرر أن ينتهي في نهاية مارس.
في 8 مارس 2020، أعلنت السعودية إعلانًا غير متوقع أنها ستزيد إنتاج النفط الخام وبيعه بخصم 6 - 8 دولارات للبرميل للعملاء في آسيا والولايات المتحدة وأوروبا، بعد انهيار المفاوضات. قبل الإعلان، انخفض سعر النفط بأكثر من 30٪ منذ بداية العام، وبعد إعلان السعودية، انخفض بنسبة 30٪ أخرى، رغم تعافيه إلى حد ما فيما بعد. شهد خام برنت، الذي كان متحكمًا في تسعير ثلثي إمدادات النفط الخام في العالم، أكبر انخفاض منذ حرب الخليج عام 1991 ليلة 8 مارس. أيضًا، انخفض سعر غرب تكساس الوسيط إلى أدنى مستوى له منذ فبراير 2016. سببت المخاوف من حرب أسعار النفط الروسية السعودية انخفاض الأسهم الأمريكية، وأثرت في المنتجين الأمريكيين للنفط الصخري. في 13 مارس، سجلت أسعار النفط أكبر انخفاض لها في أسبوع واحد منذ 2008.

## أسواق السندات
في الفترة التي سبقت جائحة فيروس كورونا اندمجت العديد من شركات الاقتراض ذات الجدارة المتدنية جدا مع بعضها البعض والذي صاحب نمو قروض الرفع المالي المخصصة للشركات التي تعاني من ديون كبيرة وقد أدى هاذين الظرفين إلى خلق هشاشة في النظام المالي. انهيار فقاعة ديون الشركات يشكل خطرا محدقا على قدرة الشركات على سداد ديونها والذي من شأنه أن يؤدي إلى تفاقم متزايد للكساد القادم. في يناير انخفضت نسبة الديون الجديدة للشركات في الولايات المتحدة إلى 10% مقارنة بالسنة الفائتة مما يشير إلى احتمالية زيادة الحذر من قبل المستثمرين. وباستمرار تأثير فيروس كورونا الذي بدأ يكون ملحوظا ومحسوسا حذرت عدد لامتناهي من الأخبار المالية عن احتمال تعاقب شلال هذه الآثار على إثر المبلغ الهائل الذي يقدر بعشرة ترليون والذي تدين به الشركات. مابين منتصف يناير وبداية مارس زاد المستثمرون أقساط تأمينهم ومكتسباتهم للاحتفاظ بالسندات الغير مرغوب فيها بأربع مرات أكثر من أقساط التأمين المطلوبة من المقرضين ذوي الائتمان الأعلى مما يشير إلى زيادة القلق.
خلال انهيار أسواق الأسهم عام 2020 والذي بدأ في الأسبوع التاسع من شهر مارس تحركت أسعار السندات بنفس اتجاة أسعار الأسهم على نحو غير متوقع. بشكل عام تعتبر السندات أكثر أمانا من الأسهم مما حمل المستثمرين الواثقين على بيع سنداتهم لشراء الاسهم والمستثمرين الحذرين على بيع الأسهم لشراء السندات. ومع تحرك السندات على نحو غير متوقع بالنسبة للأسهم سجلت مكاتب السندات أنه أصبح من الصعب تبادل العديد من أنواع السندات المختلفة بما في ذلك السندات البلدية وسندات الشركات وسندات الخزينة الأميركية. أما صحيفة نيويورك تايمز فقد عبرت عن رأيها وقالت أن هذا الوضع مع مستقبل انهيار أسعار الذهب يشير أن المستثمرون يعانون من أزمة نقدية والذي سيحملهم على بيع أي أصول يملكونها. وبسعي المستثمرين الكبار على البيع فإن الفجوة بين أسعار البائعين وقدرة الشارين سوف تتسع. فمع عدم قدرة البنوك على بيع السندات التي يملكونها سيوقفون عن شراء السندات ومع انخفاض أعداد التجار سيقوم التجار القلائل الباقين بأرجحة أسعار السندات. إن عمق السوق في الخزائن ومقياس السيولة انخفض إلى أدنى مستوياته منذ أزمة 2008.
في الثاني عشر من مارس أخذت الفدرالية الأمريكية خطوة غير مسبوقة حيث «خاطبت الاختلالات غير العادية في خزينة أسواق التمويل المرتبطة بانتشار وباء كورونا» على حد قولها. وقد أعلن البنك الاحتياطي الفيدرالي أنه سوف يعرض حوالي 1.5 تيرليون دولار كاتفاق إعادة شراء في الخزينة النقدية للولايات المتحدة لتسهيل عمل الأسواق القصيرة المدى حيث كان يتم تبادل القروض بين البنوك. هذا بالإضافة إلى إعلان المجلس الاحتياطي الفيدرالي في نيويورك الذي صرح من بشراء 60 بليون دولار من سندات الخزينة بمرور الشهر القادم للإحتفاظ بسلاسة عمل سوق السندات. تحجيم الأسواق عُدّ خطوة خطرة في أزمة الرهون العقارية والتي أدت نتائجها إلى أزمة 2007 المالية وبالتالي يظهر أن الفيدرالية أرادت أن تتصرف بسرعة. في الخامس عشر من مارس وبانخفاض نسب الفوائد أعلنت الفيدرالية أنها سوف تقوم بشراء 500 بليون دولار على الأقل بشكل خزائن و200 بليون دولار بشكل سندات رهونات مدعومة من الحكومة بمرور الأشهر القليلة القادمة. في السادس عشر من مارس وبهبوط سوق الأسهم ارتفعت أسعار الأسهم طبقا للعلاقة العكسية بينهم والمعروفة تاريخيا.
في السابع عشر من مارس أعلنت الفيدرالية أنها سوف تقوم باستخدام مؤسسة الأوراق المالية للتمويل. هذه المؤسسة جرى استخدامها في أزمة 2007 المالية لشراء مايقارب إلى 350 بليون دولار من الأوراق المالية وبالتالي زيادة كمية النقد في سوق الأوراق المالية المستخدم في الأعمال لدفع الفواتير ومتطلبات أخرى قصيرة المدى. أما التأثير الأكبر للأوراق المالية فكان مصوبا نحو الرهن العقاري وسوق القروض الاوتوماتيكية وأيضا الائتمانات للمشاريع الصغيرة والمتوسطة. وقد سمحت الخزينة الأمريكية بعشرة بليون دولار لمساندة أي خسارات متكبدة من قبل الفيدرالية باستخدام صندوق موازنة سعر الصرف. وعلى إثر هذا الخبر تم جمع أسواق الأسهم الأمريكية.
في التاسع عشر من مارس أعلن البنك المركزي الأوروبي عن برنامج لشراء السندات يقدر ب 750 بليون يورو (820 بليون دولار) وأطلقت عليه برنامج الشراء للطوارئ الوبائية للسيطرة على السوق والتقليل من اضطرابه. بعكس برناج البنك المركزي الأوروبي السابق لشراء الأصول والذي تضمن السندات الحكوميه اليونانية. وقد كان رد فعل الأسواق إيجابيا فقد انخفض العائد من سندات الحكومة الإيطالية من 1.542% إلى 1.2% في اليوم السابق. كما صرحت رئيسة البنك المركزي الأوروبي كريستين لاغارد أن الأوقات الإستثنائية تتطلب إجراءات استشنائية. وأنه ليس هناك حدود لالتزامنا باليورو.